# Alambari
Alambari is een gemeente in de Braziliaanse deelstaat São Paulo. De gemeente telt 4.391 inwoners (schatting 2009).

## Aangrenzende gemeenten
De gemeente grenst aan Capela do Alto, Itapetininga en Sarapuí.